# Херберт Бломстет
Херберт Бломстет (на шведски: Herbert Blomstedt) е шведски диригент със световна известност, роден в САЩ.
Член е на Кралската шведска музикална академия и носител на германския Орден за заслуги.

## Биография
Бломстет е роден в САЩ в шведско семейство. Баща му е адвентистки пастор. Семействто се завръща в Швеция 2 години след рождението му.
Получава своето музикално образование в Кралската консерватория в Стокхолм и в Университета в Упсала (Швеция). Следва дирижиране в консерваторията Джулиард (Ню Йорк), модерна музика в Дармщат и ренесансова и барокова музика в Скола Канторум (Базел). Работи под ръководството на Игор Маркевич в Залцбург и Ленард Бърнстейн в Тангълуд.
- През 1954 г. Бломстет дебютира като диригент с Филхармоничния оркестър на Стокхолм, а след това е диригент на известни скандинавски оркестри
- До 1963 г. ръководи Симфоничния оркестър на шведското радио
- От 1975 до 1985 г. ръководи Саксонската държавна капела в Дрезден
- От 1985 до 1995 г. е музикален директор на Симфоничния оркестър на Сан Франциско
- От 1998 до 2005 г. е ръководител на Гевандхаусоркестър в Лайпциг

Херберт Бломстет работи като гост диригент в различни известни оркестри, като Бамбергер Симфоникер, Берлинската и Мюнхенската филхармонии, Концертгебау в Амстердам, Чикагския и Бостънския симфоничен оркестър, филхармоничните оркестри на Лос Анджелис и Израел. Симфоничният оркестър NHK (Токио), Саксонската държавна капела - Дрезден и Симфоничният оркестър на Сан Франциско го обявяват за свой почетен диригент. С Бломстет свири и българската цигуларка Мила Георгиева.
Бломстет получава през 2003 г. Орден за заслуги от президента на Германия Йоханес Рау. Известният диригент и адвентист от седмия ден, чиято съпруга Трауте почива през ноември 2003 г., има четири дъщери и живее от 1984 г. в Люцерн.